# Ljetna univerzijada 2003.
XXII. Ljetna univerzijada održana je u južnokorejskom gradu Daeguu od 21. do 31. kolovoza 2003. godine.
Najviše je odličja osvojila Kina (41 zlato, 27 srebara, 13 bronci; ukupno 81 odličje), dok je domaćin Južna Koreja na trećem mjestu s 26 zlata, 12 srebara i 17 bronci (ukupno 55 odličja). Hrvatska je na 42. mjestu s tri i to brončana odličja.

## Športovi
- atletika
- košarka
- mačevanje
- plivanje
- nogomet
- skokovi u vodu
- vaterpolo
- športska gimnastika
- ritmička gimnastika
- tenis
- odbojka

Demonstracijski športovi
- džudo
- streličarstvo
- taekwondo